# Slovinská fotbalová reprezentace do 21 let
Slovinská fotbalová reprezentace do 21 let (slovinsky Slovenska nogometna reprezentanca do 21 let) je slovinská mládežnická fotbalová reprezentace složená z hráčů do 21 let, která spadá pod Slovinský fotbalový svaz (Nogometna zveza Slovenije – NZS). Reprezentuje Slovinsko v kvalifikačních cyklech na Mistrovství Evropy hráčů do 21 let a v případě postupu i na těchto šampionátech. 

Fotbalisté musí být mladší 21. roku na začátku kvalifikace, to znamená, že na evropském šampionátu poté mohou startovat i poněkud starší.
Předchůdkyní byla do roku 1992 jugoslávská fotbalová reprezentace do 21 let.
Slovinská jedenadvacítka se ve své historii zatím nepředstavila na závěrečném turnaji Mistrovství Evropy hráčů do 21 let.

## Účast na závěrečném turnaji ME U21
Zdroj:
| Rok    | Kolo                | Umístění            | Záp.                | V                   | R                   | P                   | VG                  | OG                  |
| ------ | ------------------- | ------------------- | ------------------- | ------------------- | ------------------- | ------------------- | ------------------- | ------------------- |
| 1992   | neúčastnila se      | –                   | –                   | –                   | –                   | –                   | –                   | –                   |
| 1994   | neúčastnila se      | –                   | –                   | –                   | –                   | –                   | –                   | –                   |
| 1996   | nekvalifikovala se  | –                   | –                   | –                   | –                   | –                   | –                   | –                   |
| 1998   | nekvalifikovala se  | –                   | –                   | –                   | –                   | –                   | –                   | –                   |
| 2000   | nekvalifikovala se  | –                   | –                   | –                   | –                   | –                   | –                   | –                   |
| 2002   | nekvalifikovala se  | –                   | –                   | –                   | –                   | –                   | –                   | –                   |
| 2004   | nekvalifikovala se  | –                   | –                   | –                   | –                   | –                   | –                   | –                   |
| 2006   | nekvalifikovala se  | –                   | –                   | –                   | –                   | –                   | –                   | –                   |
| 2007   | nekvalifikovala se  | –                   | –                   | –                   | –                   | –                   | –                   | –                   |
| 2009   | nekvalifikovala se  | –                   | –                   | –                   | –                   | –                   | –                   | –                   |
| 2011   | nekvalifikovala se  | –                   | –                   | –                   | –                   | –                   | –                   | –                   |
| 2013   | nekvalifikovala se  | –                   | –                   | –                   | –                   | –                   | –                   | –                   |
| 2015   | nekvalifikovala se  | –                   | –                   | –                   | –                   | –                   | –                   | –                   |
| 2017   | probíhá kvalifikace | probíhá kvalifikace | probíhá kvalifikace | probíhá kvalifikace | probíhá kvalifikace | probíhá kvalifikace | probíhá kvalifikace | probíhá kvalifikace |
| Celkem | 0 účastí z 11       | –                   | –                   | –                   | –                   | –                   | –                   | –                   |

Legenda:

Záp: odehrané zápasy, V: výhry, R: remízy, P: prohry, VG: vstřelené góly, OG: obdržené góly, červený rámeček znamená automatickou kvalifikaci (jakožto pořadatel)